# КС-411 «Оренбург»
КС-411 «Оренбург» — советская и российская атомная подводная лодка специального назначения, входившая в состав Северного флота России. Построена в 1968-1970 годах как ракетный подводный крейсер стратегического назначения проекта 667А «Навага», в 1983-1990 годах переоборудована по проекту 09774 в носитель сверхмалых подводных лодок. В 2004 году списана, впоследствии утилизирована. Часть рубки сохранилась как памятник в Ленинградской области.

## История корабля

### Строительство
21 июня 1967 года официально зачислена в списки кораблей ВМФ СССР.
25 мая 1968 года состоялась закладка корабля на «Севмаше» под заводским номером 430.
31 августа 1970 года вошла в строй.

### Военная служба
25 сентября 1971 года вошла в состав 31-й дивизии 3-й флотилии Северного флота.
В апреле 1972 года награждена Вымпелом Министра обороны СССР «За мужество и воинскую доблесть».
25 июля 1977 года отнесена к классу ракетных подводных крейсеров.

### Модернизация
После подписания договора ОСВ-1 и проведением в связи с этим сокращения вооружений, было принято решение переоборудовать корабль в носитель сверхмалых подводных лодок.
Подводную лодку поставили в эллинг МП «Звёздочка» в октябре 1983 года, а спустили на воду — в июне 1990 года. В 1991 году была принята в состав ВМФ, вошла в 29-ю отдельную бригаду ПЛ.
В ходе модернизации крейсер был переоборудован в носитель сверхмалых подводных лодок. Был вырезан пятый ракетный отсек, вместо него вставлен блок, в котором размещены научно-исследовательская аппаратура и оборудование, каюты и бытовые помещения для экипажа и исследователей. В результате корпус корабля был удлинен до 162,5 м, торпедное вооружение демонтировано не было.
Была существенно увеличена автономность плавания, для этого было предусмотрено размещение большего количества запасов и улучшены условия для жизнедеятельности экипажа и исследователей. Переоборудование осуществлялось МП «Звездочка» в кооперации с ПО «Севмашпредприятие», которое изготовило новый блок корпуса.

### Продолжение службы
8 сентября 1998 года получила наименование «Оренбург».
В 1999 году шефство над подводной лодкой взяло на себя правительство Оренбургской области.

### Завершение службы
Утилизация производилась на предприятии «Звёздочка»
17-18 января 2009 года подводная лодка была заведена в док-камеру.
25 марта 2009 года на утилизируемой атомной подлодке спецназначения БС-411 «Оренбург» загорелись остатки резинового покрытия носовой части корабля. Пострадавших не было, отработанное ядерное топливо было выгружено ранее.

## Командиры
Первый экипаж
- Соболевский С. Е. (1970—1975)
- Павленко В. А. (1975—1978)
- Павлов В. А. (1978—1979)
- Плюснин Б. В. (1978-1980)
- Иванов Н.Г (1980—1989)
- Владимиров Ю. В. (1989—1995)
- Пластинин С. Н. (1995—2000)
- Сериков Г. Н. (2000-2008)
- Чериков А. (2008-2010)

Второй экипаж (РПКСН)
- Крылов В. А. (1970—1978)

Второй экипаж (ПЛАСН)
- Репка С. П. (1994—1999)
- Сериков Г. Н. (1999-2000)

## Память
Часть рубки «Оренбурга» сохранена как мемориал «Защитникам Отечества», установленный в городе Колтуши Всеволожского района Ленинградской области и открытый 21 августа 2010 года.